# Astroloma conostephioides
Astroloma conostephioides là một loài thực vật có hoa trong họ Thạch nam. Loài này được (Sond.) F.Muell. ex Benth. mô tả khoa học đầu tiên năm 1868.